# 도산중학교 (경북)
도산중학교(陶山中學校)는 경상북도 안동시 도산면 온혜리에 있었던 공립 중학교이다.

## 학교 연혁
- 1974년 11월 25일 : 교사 1동 (3개 교실)준공
- 1974년 11월 27일 : 도산중학교 설립인가 (6학급)
- 1975년 3월 1일 : 개교
- 1975년 3월 1일 : 초대 이영창 교장 취임
- 1975년 3월 5일 : 제1회 신입생 입학(156명)
- 1975년 4월 23일 : 개교기념식 거행
- 2015년 3월 2일 : 제20대 이성숙 교장 취임
- 2016년 8월 9일 : 기숙형공립중학교 공사관계로 길주중녹전분교로 임시 이전
- 2017년 2월 16일 : 제40회 졸업식(졸업생 4명)
- 2017년 3월 2일 : 제43회 입학식(신입생 3명)
- 2018년 2월 28일 : 폐교 및 인근 학교와 기숙형 중학교 웅부중학교로 통합[1], 43년만에 폐업

## 참고 자료
- 도산중학교 - 한국교육학술정보원 학교알리미